# 君原健二
君原 健二（きみはら けんじ、1941年3月20日 - ）は、日本の男子陸上競技（長距離走・マラソン）選手。1960年代から1970年代前半の戦後日本の男子マラソン第1次黄金時代に活躍したランナーである。また、オリンピックには3大会連続で男子マラソン日本代表として出場した。福岡県小倉市（現・北九州市小倉北区）出身。

## 人物・来歴

### 学生時代～初マラソン挑戦

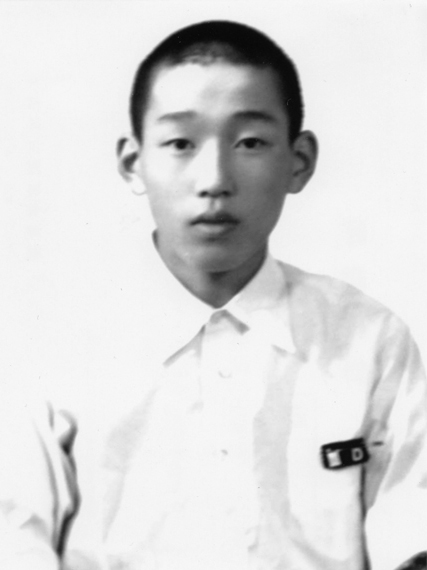
1955年

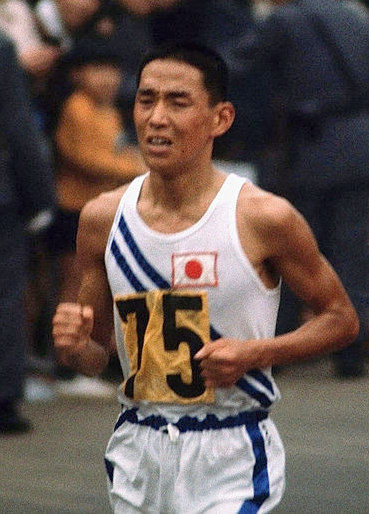
1964年

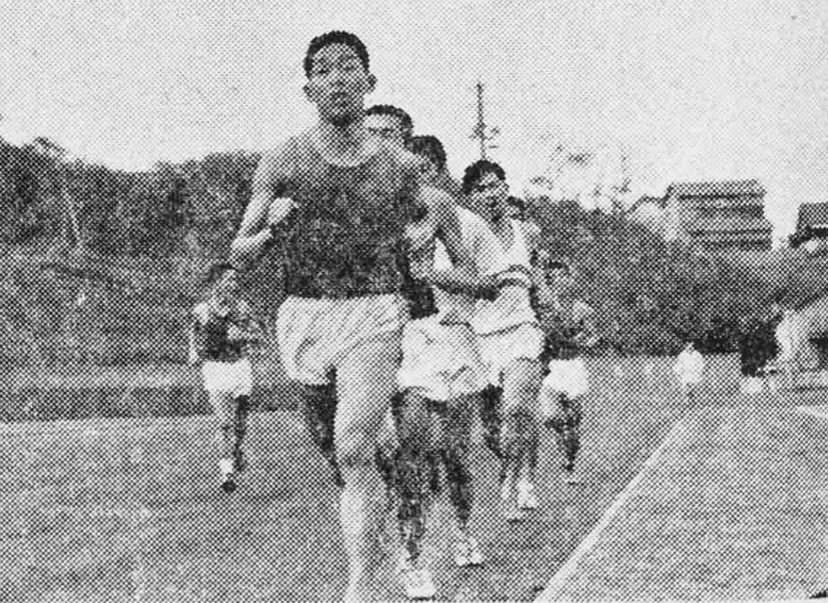
ドキュメンタリー映画『あるマラソンランナーの記録』（1964年、監督：黒木和雄）

出生当時、実家は小倉市で小間物屋を営んでいた。5人兄弟の3番目で、姉、兄、弟2人がいる。中学時代、友人から駅伝クラブに入るよう勧められ、断り切れずに陸上を始める。福岡県立戸畑中央高等学校（現・福岡県立ひびき高等学校）時代はインターハイでも予選落ちを経験するなどとりわけ目立った選手ではなく、高校を卒業後の就職活動も思わしくない中、八幡製鐵（現在の日本製鉄）より陸上部の長距離を強化する目的でスカウトされ、卒業直前にようやく入社が決まったという。ここでコーチの高橋進から指導を受けて、マラソンランナーとして成長する。
初マラソンは1962年の朝日国際マラソン（現・福岡国際マラソン）で、3位に入賞。1963年の東京プレ五輪では競技場に入ってからベルギーのバンデンドリッシュを抜いて2位を記録した。1964年の東京オリンピックの代表に選ばれる。

### 東京オリンピック出場・8位

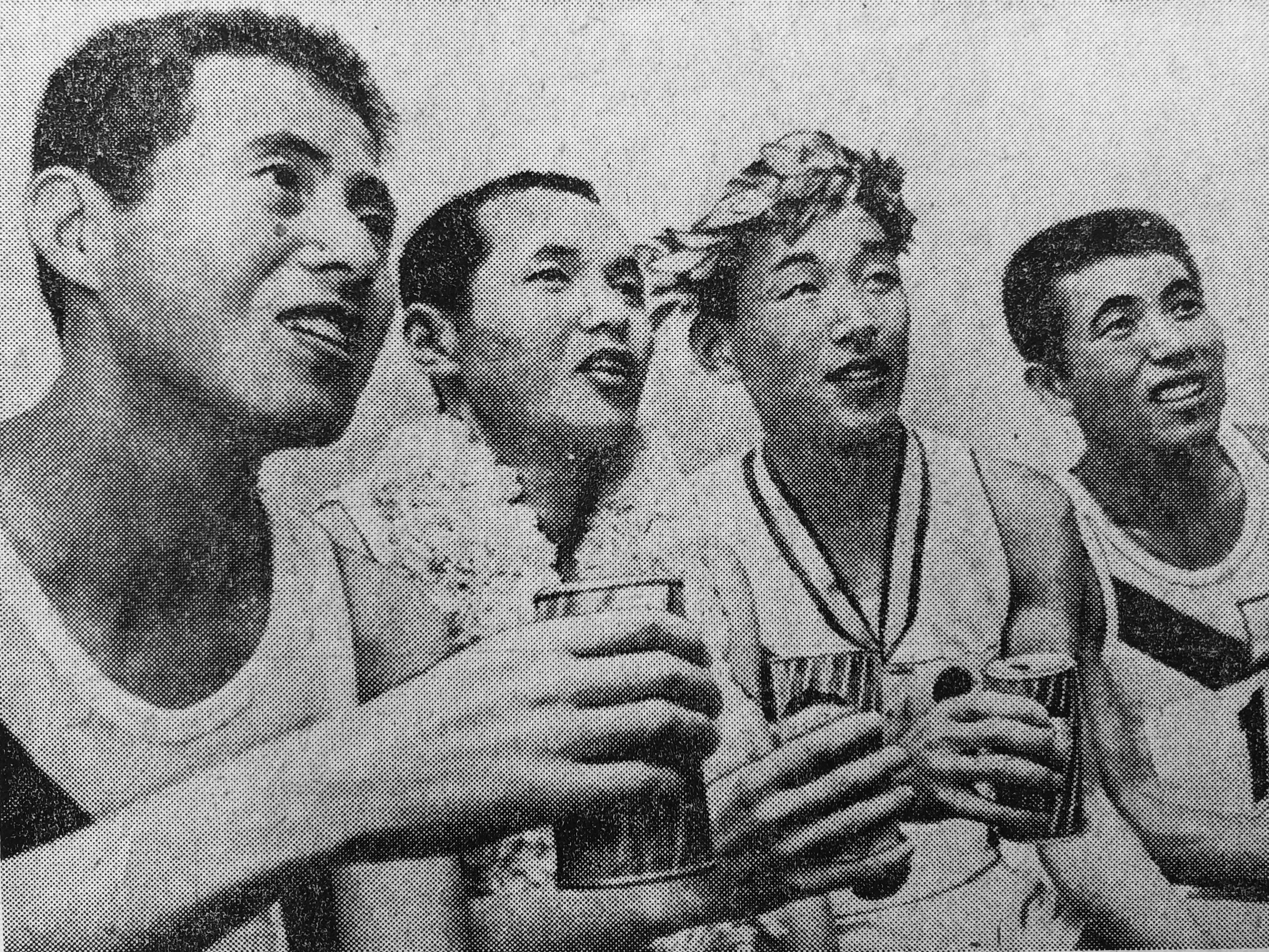
1966年4月19日開催のボストンマラソンで君原は優勝。さらに日本選手は1位から4位までを独占した。左から岡部宏和、佐々木精一郎、君原、寺沢徹。

1966年12月開催のアジア競技大会で優勝。

東京オリンピックに際しては、日本の男子マラソン代表3人（他に円谷幸吉、寺沢徹）の中でもっともメダルに近いという下馬評だった。円谷は、どちらかといえばトラックと駅伝の選手というイメージが強く、マラソン経験が少ないことから有力候補とは目されていなかった。しかし迎えた東京五輪本番では君原はプレッシャーに押し潰され、実力を出し切れず8位に終わった（当時、オリンピックの入賞は6位までだった）。一方の円谷は銅メダルを獲得する。円谷とは代表として半年間ともに練習を重ねたことから無二の親友ともなっていたが、その晩は宿舎で床についた円谷に羨望と嫉妬と賞賛の入り交じった複雑な感情を抱き眠れなかったという。東京五輪終了後福岡に戻ってからの君原は八幡製鐵陸上部の退部届を提出するほどに落ち込んでいたが、コーチの高橋は君原の退部届を保留扱いのままにしていた。
同じ頃に箱根駅伝チーム強化をもくろむ河野洋平の肝煎りで早稲田大学入学の勧誘を受け、いったんは入学を決意。福岡から上京するが、最終的に「自分はすでに大学卒業の年齢を過ぎている」として辞退した。
東京五輪男子マラソンの失敗はしばらく尾を引きなかなか立ち直れなかったが、初めて女性からのファンレターが届いたのをきっかけに相手の女性と交流を深め、高橋コーチは二人の結婚を承諾した。
1966年4月19日、ボストンマラソンに出場。63年、64年大会の優勝者のベルギーのオーレル・バンデンドリッシュは飛行機に乗り遅れたため不参加となった。同大会で君原は優勝。さらに日本選手は1位から4位までを独占した。順位と記録は以下のとおり。君原（優勝、2時間17分11秒）、佐々木精一郎（2位、2時間17分24秒）、寺沢徹（3位、2時間17分46秒）、岡部宏和（4位、2時間18分11秒）。
同年12月のアジア競技大会でも優勝を果たした。それから4年後の1970年バンコクアジア大会でも金メダルを獲得した。

### メキシコシティオリンピック出場・銀メダル獲得
だが、メキシコシティーオリンピックを目指していた1968年1月、故障に苦しんでいた君原の最大のライバルである円谷が突然自殺し、君原も大きな衝撃を受けた。円谷の葬儀の際、君原と高橋コーチは「メキシコ五輪で日の丸を掲げる事を誓う」という弔文を送っていた。
そのメキシコオリンピックの男子マラソン日本代表選考は難航となり、君原よりも選考会のタイムが上回った采谷義秋との比較になったが高橋コーチが君原を強力に推し、君原に決定することになった。
メキシコ五輪男子マラソン本番では、前回の無念を晴らす2位入賞・銀メダルを見事獲得、選考過程での疑問を跳ね返した。レース後半は腹痛に見舞われ、体調を十分に整えられなかった点で「自慢できる内容ではなかった」と後年述べている。それでも競技場へ入った後ゴール直前で後ろを振り向き、3位だったニュージーランドのマイケル・ライアンが迫っていたのに気づいて、わずか14秒の差で逃げ切った。ふだんは「バランスが崩れ、スピードが鈍る」という理由でレース中に後ろを見ることはほとんどなかったが、このときの行動について君原は、「円谷君の『陰の声』が振り返らせたのかもしれない」と思っているという。
また、コーチの高橋との共著『マラソンの青春』では事前に5回メキシコを訪れる経験に恵まれた点を挙げており、この中で君原は「スポーツにおいての平等の原則からみて、メキシコの高所障害を経験しなかったものに勝っても価値は乏しい」、さらには「二位の表彰台に登ったが感激も喜びも無く、ただ立ち尽くしたまま日の丸を眺めるだけだった」等と記している。

### ミュンヘンオリンピック出場・5位入賞
31歳となったミュンヘンオリンピックにも男子マラソン代表として選ばれた。レース序盤から君原は優勝争いには加わらずマイペースを貫くも、後半に入ると徐々に順位を上げていく。惜しくも2大会連続の五輪メダル獲得は成らなかったが、日本人トップの5位入賞を果たした。
なお、戦後の男子マラソン日本代表選手でオリンピックで2大会連続入賞の達成者は君原のほか中山竹通しかいないが、君原の場合今日のルール（8位まで入賞）であれば3大会連続入賞に相当する記録である。

### 第一線引退後
君原は翌1973年、競技の第一線を退いた。引退まで出場した35回のレースすべてに完走。引退後も年に数回はフルマラソンへの出場を続けていた。優勝者が50年後に招待される2016年4月18日のボストンマラソンにも75歳で出場、4時間53分14秒のゴールタイムで無事完走を果たした。生涯通算74度目のフルマラソン出場にして、74度目の完走だった（途中棄権は一度も無い）。レース後に「走ることは続けます。フルマラソンは挑戦したい気持ちになれば。大きな区切りになったことは間違いないです」とコメントした。
コーチの高橋とは指導方法をめぐってしばしば対立した。その内容は高橋との共著『マラソンの青春』で知ることができる。また、首を傾けて走る独特のフォームでも知られた。これについては「苦しくなったときのあがきの走り」であると述べている。練習やレースの際、苦しいときには「まず次の電柱まで走ろう」と念じながら走ったという。レースについてはイーブンペースで走りきることを理想とし、駆け引きは好まなかったという。
引退後、1991年まで新日本製鐵に勤務。翌1992年からは八幡西区にある九州女子短期大学で教鞭をとりながら地域貢献活動をおこなった。九州女子短大を2001年に退職したあとは講演活動や市民マラソンへのゲスト出場をしている。1997年から2009年まで北九州市教育委員、2009年4月より2012年まで、北九州市立大学の特任教授（非常勤）を務めた。日本のマラソン界の将来について君原は「わたしたちの時代は努力でカバーできていた。ケニア選手たちの走りを見ると、努力が及ばない素質の問題になる」と悲観的な見方を示している。
今でも毎年円谷幸吉の墓参は欠かさず、東京オリンピックへのトレーニング中の思い出にまつわるビールを墓石にかけることが習慣となっている。2021年に行われた東京オリンピックの聖火リレーでは、円谷の故郷である須賀川市を走った。

## 人物

### ビール好き
大のビール好きで、ビールにまつわるエピソードには事欠かない。
- 東京五輪に先立つ札幌での合宿において、1万メートルの記録会で円谷幸吉と揃って当時の日本記録を更新し、ゴール直後に競技場の売店でビールを買って2人で乾杯した。前述する「円谷の墓石にビールをかける」習慣はこの件に由来する[14]。
- 現役当時、合宿に行くと必ずビールを飲むようにしていたため「コースも見ないで酒屋を探していた」という[14]。
- 1977年の福岡国際マラソンでは、ゴール地点で妻が500mlの缶ビールを持って待機しており、ゴール直後にその缶ビールを立て続けに2本飲み干した[14]。
- 君原のビール好きは当時の日本の陸上界では広く知られ、厳格に選手の生活を管理することで知られる中村清ですら「ビールは飲んでいい。君原も飲んで大丈夫だったから」と飲酒を認めるほどだった[14]。

## マラソン成績
- 自己最高記録…2時間13分25秒（1969年4月）

| 年月    | 大会名                               | タイム      | 順位   | 備考                                                 |
| ------- | ------------------------------------ | ----------- | ------ | ---------------------------------------------------- |
| 1962.12 | 朝日国際マラソン                     | 2：18：01   | 3位    |                                                      |
| 1963.02 | 別府大分毎日マラソン                 | 2：16：19   | 4位    |                                                      |
| 1963.05 | 毎日マラソン                         | 2：20：24.8 | 優勝   | 東京五輪のコースで開催                               |
| 1963.10 | 朝日国際マラソン                     | 2：18：01   | 2位    | 東京五輪のコースで開催（プレ・オリンピックを兼ねる） |
| 1964.04 | 毎日マラソン                         | 2：17：11.4 | 優勝   | 東京五輪のコースで開催、東京五輪代表選考会           |
| 1964.10 | 東京オリンピック                     | 2：19：49   | 8位    | 五輪初出場、入賞ならず                               |
| 1966.02 | 別府大分毎日マラソン                 | 2：15：28   | 3位    |                                                      |
| 1966.04 | ボストンマラソン                     | 2：17：11   | 優勝   | 海外初制覇                                           |
| 1966.06 | 毎日マラソン                         | 2：37：57   | 7位    |                                                      |
| 1966.09 | 玉造松江毎日マラソン                 | 2：20：27   | 優勝   |                                                      |
| 1966.10 | ソウル国際マラソン                   | 2：19：57   | 3位    |                                                      |
| 1966.12 | アジア大会（バンコク）               | 2：33：22   | 優勝   | アジア大会初優勝                                     |
| 1967.02 | 別府大分毎日マラソン                 | 2：13：33   | 優勝   | 当時国内最高記録                                     |
| 1967.08 | タイムスマラソン                     | 2：20：16   | 優勝   |                                                      |
| 1967.10 | プレ・オリンピック（メキシコシティ） | 2：21：57   | 2位    |                                                      |
| 1968.02 | 別府大分毎日マラソン                 | 2：16：32   | 3位    |                                                      |
| 1968.04 | 毎日マラソン                         | 2：14：46   | 3位    | メキシコ五輪代表選考会                               |
| 1968.06 | ポリテクニック・ハリアーズ・マラソン | 2：15：15   | 優勝   |                                                      |
| 1968.10 | メキシコシティーオリンピック         | 2：23：31   | 2位    | 五輪銀メダル獲得                                     |
| 1969.04 | アテネ国際マラソン                   | 2：13：25   | 2位    | 自己最高記録                                         |
| 1969.07 | マクソールマラソン                   | 2：23：25   | 7位    |                                                      |
| 1970.02 | 別府大分毎日マラソン                 | 2：17：12   | 優勝   |                                                      |
| 1970.04 | 毎日マラソン                         | 2：22：14   | 7位    |                                                      |
| 1970.10 | コシチェ国際平和マラソン             | 2：18：06   | 2位    |                                                      |
| 1970.12 | アジア大会（バンコク）               | 2：21：03   | 優勝   | アジア大会2連覇達成                                  |
| 1971.02 | 別府大分毎日マラソン                 | 2：16：52   | 優勝   |                                                      |
| 1971.03 | 毎日マラソン                         | 2：28：26   | 13位   |                                                      |
| 1971.09 | プレ・オリンピック（ミュンヘン）     | 2：17：00   | 2位    |                                                      |
| 1971.12 | 国際マラソン                         | 2：21：52   | 11位   |                                                      |
| 1972.03 | 毎日マラソン                         | 2：21：06   | 2位    | ミュンヘン五輪代表選考会                             |
| 1972.10 | ミュンヘンオリンピック               | 2：16：27   | 5位    | 五輪2大会連続入賞                                    |
| 1972.12 | 国際マラソン                         | 2：15：52   | 5位    |                                                      |
| 1973.02 | 別府大分毎日マラソン                 | 2：14：55   | 優勝   |                                                      |
| 1973.04 | アテネ国際マラソン                   | 2：19：09   | 2位    |                                                      |
| 2009.03 | 東京マラソン2009                     | 3：44：59   | 3658位 |                                                      |
| 2010.02 | 東京マラソン2010                     | 3：26：16   | 1831位 |                                                      |
| 2011.02 | 東京マラソン2011                     | 3：42：37   | 3603位 |                                                      |
| 2012.02 | 東京マラソン2012                     | 3：36：00   | 3682位 |                                                      |
| 2013.02 | 東京マラソン2013                     | 3：37：57   | 3682位 |                                                      |
| 2016.04 | ボストンマラソン                     | 4：53：14   | - 位   | 同大会優勝者として50年後の特別招待で出走             |

上記の他、現役引退後の1970年代後半～2000年代にも数々のマラソンレースに出場している。

## 著書
- 『ぼくはなぜ走るのだろう　君原健二のマラソン人生』（講談社、1972）
- 『マラソンの青春』（高橋進(共著)、時事通信社、1975/1、ISBN 978-4788775091）
- 『マラソンの青春』（高橋進(共著)、筑摩書房「ちくま少年文庫」、上記のダイジェスト版、1978/3、ISBN 978-4480045133）
- 『君原健二のマラソン』（ランナーズ、1986/3）
- 『人生ランナーの条件』（佼成出版社、1992/11、ISBN 978-4333015955）
- 『人生の走り方　あなたにも自分に合った生き方のストライドがある(Series心の健康)』（勁文社、2001/6、ISBN 978-4766938371）
- 『君原健二聞書き ゴール無限』（助清文昭によるインタビュー、文芸社、2002/6、ISBN 978-4835541181）